# 小松伸六
小松 伸六（こまつ しんろく、1914年9月28日 - 2006年4月20日）は、日本のドイツ文学者、文芸評論家。筆名・内海伸平。

## 経歴
北海道釧路生まれ。東京帝国大学卒。第四高等学校（金沢）教授を務めた。ゲーテ論、トーマス・マンの翻訳などを行うかたわら、1941年、第五次『赤門文学』を主宰。戦後は立教大学教授。久保田正文、林富士馬、駒田信二らと『文學界』の同人雑誌評を担当、原田康子らを発掘した功績で1979年、菊池寛賞受賞、81年、『美を見し人は』で芸術選奨文部大臣賞受賞。

## 日本現代紙碑文学館
岐阜県海津市の海津市海津図書館の文学同人誌を収集する施設「日本現代紙碑文学館」は、小松伸六の1万5千冊の寄贈が基礎となり、1976年（昭和51年）4月に設立されている。

## 著書
- 『美を見し人は 自殺作家の系譜』講談社, 1981
- 『ミュンヘン物語』文藝春秋, 1984
- 『愛と美の墓標』講談社, 1988

## 参考
- デジタル版日本人名大辞典
- 『日本近代文学大辞典』講談社、1984年